# Mouriri osaensis
Mouriri osaensis är en tvåhjärtbladig växtart som beskrevs av Thomas Morley. Mouriri osaensis ingår i släktet Mouriri och familjen Melastomataceae.
Artens utbredningsområde är Costa Rica. Inga underarter finns listade i Catalogue of Life.